# David Ramos López
David Alfonso Ramos López (Lima, 23 de julio de 1970) es un arquitecto peruano. Es el actual Viceministro de Vivienda y Urbanismo del Ministerio de Vivienda, Construcción y Saneamiento del Perú, desde el 14 de setiembre del 2024, cargo que ocupa por tercera vez. Entre el 2009 y julio del 2011, fue por primera vez viceministro de Vivienda y Urbanismo en el segundo gobierno de Alan García Perez.

## Biografía

### Estudios realizados
Realizó sus estudios primarios y secundarios en el colegio San Andrés de Lima y posteriormente estudió arquitectura en la universidad Ricardo Palma. Cuenta con una maestría en Executive Master of Business Administration por CENTRUM de la Pontificia Universidad Católica del Perú.[cita requerida]
Es hijo del político, sociólogo y escritor peruano Alfonso Ramos Alva, constituyente de 1978 (creador del Derecho de Insurgencia consagrado en la Constitución Política de 1979 y en la actual); Senador de la república del Perú hasta en 2 ocasiones (1980-1985 y 1985-1990)

### Trayectoria
Inició como consultor del Banco Mundial en los primeros años de la creación del COFOPRI a finales de los años 90, llegando a ser Gerente de Planeamiento y Operaciones de la entidad hasta el año 2007. Posteriormente fue Director Nacional de Vivienda en el Ministerio de Vivienda, Construcción y Saneamiento hasta setiembre del 2009 en el fue designado e inicia su primer período como Viceministro de Vivienda y Urbanismo hasta julio del 2011. Durante dicho período formó también parte del Directorio del Fondo MiVivienda y creó e implementó el Programa "MiLote" siendo su primer Director Ejecutivo. 
Durante el 2012 hasta el 2018, se mantuvo en el sector privado hasta que el 2019 fue nuevamente designado Viceministro de Vivienda y Urbanismo por segunda vez, cargo que ocupó por un año, hasta agosto del 2020.[cita requerida]
Entre octubre del 2020 hasta junio del 2024, ejerció el cargo de Director Ejecutivo del PNIPA, un programa de Innovación de P&A financiado por el Banco Mundial (BIRF).[cita requerida]
Desde setiembre del 2024, fue designado por tercera vez  Viceministro de Vivienda y Urbanismo por la ministro de Vivienda, Construcción y Saneamiento, Durich Whittembury.

### Sobre MiLote
Desde un inicio, a comienzos del 2009, el Programa se planteó objetivos ambiciosos respecto a las posibilidad de que desde el MVCS se pueda organizar la oferta y la demanda de vivienda de interés social y la posibilidad de desarrollarla de manera masiva dentro de la planificación urbana y ordenada. Se trataba de generar un esquema técnico, financiero y social entre el ámbito público y privado.  Este programa buscó disponer de terrenos públicos, habilitándolos a través de Macrolotes para generar y desarrollar Programas de Vivienda promovidos por el MVCS, poniendo a disposición terrenos con condiciones y factibilidades, saneados para el desarrollo de ciudades planificadas y ordenadas. MiLote fue pensado como un "Operador Público" que gestionara, articulara, promoviera, dispusiera de terrenos. El Programa inició con un proyecto piloto en una extensión de más de 1800 Has para el desarrollo de una ciudad en la proximidad del Norte de Lima (Lomas de Ancón) dentro del distrito de Ancón. El esquema de "MiLote" incluyó la elaboración de un diseño de una nueva ciudad planificada para lo cual se aprobaron diferentes instrumentos de gestión y aprobación de trámites para su inicio. Se logró contar con Habilitación Urbana aprobada; estudios de mecánica de suelos;  factibilidad de servicios; CIRA; estudios topográficos; entre otros. La estrategia incluía el acceso a la propiedad (lote) y la vinculación con los subsidios del BFH y el BBP, en proyectos inmobiliarios desarrollados por privados sobre suelo con plusvalia ganada por la intervención del Programa. Incluía también un esquema de ahorro popular y crédito directo financiado por el FMV y la banca. 
Lamentablemente y por decisión política a inicios del 2011, desde la presidencia de gobierno, se decidió cancelar su implementación, entregando dichos terrenos al Ministerio de Ambiente (que recién había sido creado), para destinarlo al "parque ecológico Antonio Raimondi", proyecto que nunca se realizó. A lo largo de los años, el ministerio de Ambiente parceló el territorio y distribuyó áreas a diferentes sectores de manera no orgánica ni planificada por lo que hasta el día de hoy dicho territorio no cuenta con inversiones ni desarrollo de ningún tipo.  Hoy, después de 15 años perdidos, se vuelve ha hablar de la futura Ciudad Bicentenario que se debería de ejecutar en la misma zona. En el año 2012 MiLote fue reconvertido en el actual Programa de Generación de Suelo Urbano, quitándole las competencias de Operador y limitándolo a un accionar netamente administrativo.